# Рю, Уоррен де ла
Уоррен де ла Рю (англ. Warren de la Rue; 18 января 1815 — 19 апреля 1889) — британский астроном.
Член Лондонского королевского общества (1850), член-корреспондент Петербургской академии наук (1864), Парижской академии наук (1880).

## Биография

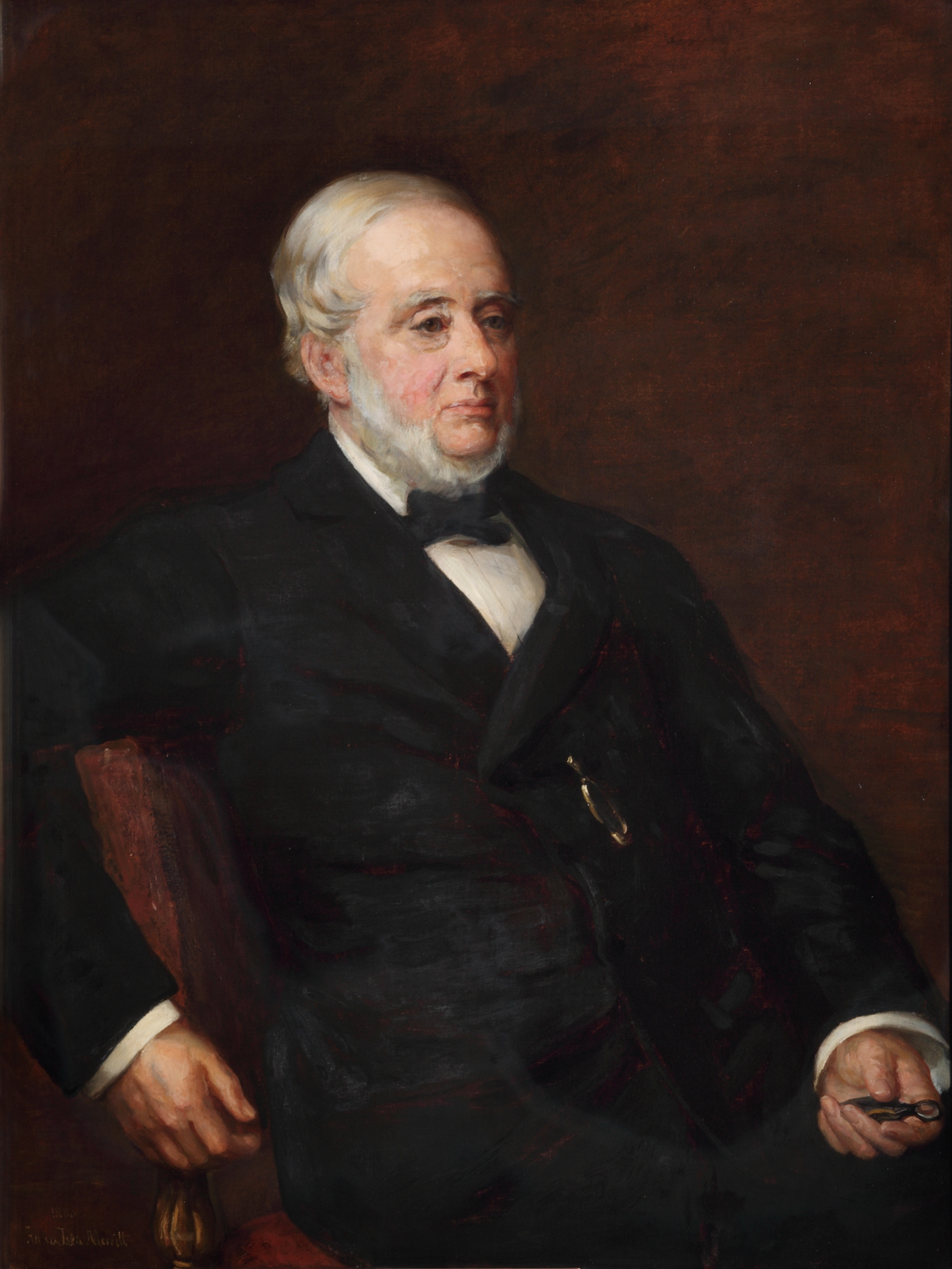
Портрет Уоррена де ла Рю кисти Анны Ли Мерритт (1886)

Уоррен де ла Рю родился 18 января 1815 года в Гернси, образование получил в Париже. В 1850 году создал свою собственную обсерваторию в Кенонбери (Лондон), в 1857 году перевёл её в Крэнфорд (Миддлсекс). Впоследствии стал бумажным фабрикантом.
В 1840 году размещает кусок платиновой проволоки в вакуумной трубке и пропускает через неё электрической ток, тем самым создав основу для возникновения лампы накаливания.  
Используя незадолго до этого открытый влагоколодионный фотографический процесс, первым получил фотографии Луны и Солнца в 1853 году.
Сконструировал фотогелиограф и построил его на средства Королевского общества в 1857 году. Совместно с Бальфуром Стюартом (директором обсерватории в Кью) проводил регулярное фотографирование Солнца в 1858—72 годах. В 1860 году на фотографиях затмения, сделанных в Испании, обнаружил изображение протуберанцев и доказал, что они являются солнечными образованиями.
В 1864 году учёный был отмечен Королевской медалью Лондонского королевского общества.
Был президентом Королевского астрономического общества (1864—1866) и Химического общества Лондона (1867—1869, 1879—1880)
Уоррен де ла Рю умер 19 апреля 1889 года в городе Лондоне.

## Награды и признание
- 1862 — Золотая медаль Королевского астрономического общества за работы по исследованию Луны.
- 1862 — Бейкеровская лекция
- 1864 — Королевская медаль
- 1865 — Премия имени Лаланда Парижской академии наук
- 1935 — Его именем назван кратер на лунной поверхности.